# Maja Komorowska

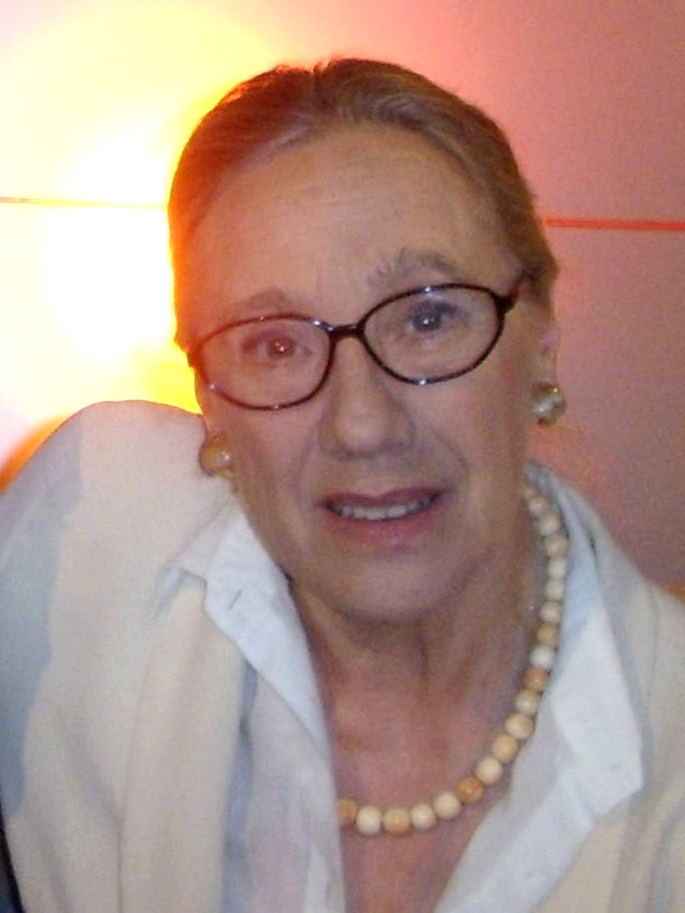
Maja Komorowska (2007)

Maja Komorowska (* 23. Dezember 1937 in Warschau) ist eine polnische Schauspielerin.

## Leben
Maja Komorowska erhielt Ende der 1950er Jahre Unterricht im Puppentheaterschauspiel an der Staatlichen Puppentheaterschauspielschule in Krakau und gab ihr Theaterdebüt 1960 am Puppentheater Krakau. 1961 wurde sie Mitglied in Jerzy Grotowskis alternativer Theatergruppe und bestand 1963 ein externes Examen als Bühnenschauspielerin. Sie blieb in Grotowskis Gruppe bis 1968 und wechselte dann ans Teatr Współczesny in Warschau. Dort gehört sie bis auf eine Pause von 1970 bis 1972 auch heute noch zum Ensemble. 1970 holte sie Filmregisseur Krzysztof Zanussi zum Film. Mit Zanussi verbindet sie seitdem eine jahrzehntelange Zusammenarbeit. Ihren bisher letzten Film mit Zanussi drehte sie im Jahr 2000.
Maja Komorowska gehört in Polen zu den wichtigsten Theater- und Filmschauspielerinnen.

## Filmografie (Auswahl)
- 1970: Die Mauer (Za sciana)
- 1971: Familienleben (Zycie rodzinne), Regie: Krzysztof Zanussi
- 1972: Wie fern, wie nah ... (Jak daleko stad, jak blisko), Regie: Tadeusz Konwicki
- 1972: Die Elixiere des Teufels (Elixiry dabla)
- 1973: Die Hochzeit (Wesele), Regie: Andrzej Wajda
- 1975: Zwischenbilanz (Bilans kwartalny), Regie: Krzysztof Zanussi
- 1975: Die Wartenden (Varakozok), Regie: Imre Gyöngyössy
- 1976: Budapester Legende (Budapesti Mesék), Regie: István Szabó
- 1978: Spirale (Spirala), Regie: Krzysztof Zanussi
- 1979: Wege in der Nacht (Drogi pośród nocy), Regie: Krzysztof Zanussi
- 1979: Die Mädchen von Wilko (Panny z Wilka), Regie: Andrzej Wajda
- 1980: Die Braut sagt nein (Kontrakt), Regie: Krzysztof Zanussi
- 1981: Der Mann aus Eisen (Czlowiek z zelaza), Regie: Andrzej Wajda
- 1981: Der Konsul (Daimler-Benz Limuzyna)
- 1982: Die Versuchung, Regie: Krzysztof Zanussi
- 1983: Postkarte von einer Reise (Kartka z podrozy)
- 1984: Ein Jahr der ruhenden Sonne (Rok spokojnego słońca), Regie: Krzysztof Zanussi
- 1986: Mit meinen heißen Tränen
- 1988: Wo immer du bist (Gdzieskolwiek jest, jeslis jest), Regie: Krzysztof Zanussi
- 1989: Dekalog, Eins (Dekalog, jeden)
- 1989: Liebesfesseln (Stan posiadania)
- 1996: Cwal, Regie: Krzysztof Zanussi
- 2000: Wyrok na Franciszka Klosa, Regie: Andrzej Wajda
- 2007: Das Massaker von Katyn (Katyń)

## Auszeichnungen
- 1971: Zbyszek Cybulski Preis
- 1972: Auszeichnung für die Beste Schauspielerin für Anna im Film Za ścianą
- 1972: Auszeichnung für Hamm in Endspiel am Polnischen Theater Breslau
- 1975 Verdienstkreuz der Republik Polen für Marta in Bilans kwartalny